# Бредивил (Ајова)
Бредивил (енгл. Braddyville) град је у америчкој савезној држави Ајова. По попису становништва из 2010. у њему је живело 159 становника.

## Демографија
Према попису становништва из 2010. у граду је живело 159 становника, што је -17 (-9.7%) становника више него 2000. године.
| Група             | 2000.       | 2010.       |
| Белци             | 175 (99,4%) | 152 (95,6%) |
| Афроамериканци    | 0 (0,0%)    | 0 (0,0%)    |
| Азијати           | 1 (0,6%)    | 0 (0,0%)    |
| Хиспаноамериканци | 0 (0,0%)    | 4 (2,5%)    |
| Укупно            | 176         | 159         |